# 小行星6859
小行星6859（6859 Datemasamune）是一颗围绕太阳公转的小行星。1991年2月13日，小石川正弘在仙台市发现了此天体。
該小行星以日本戰國時代大名伊達政宗命名。
这颗小行星的绝对星等为129.77730等。